# RIM-67 스탠더드
RIM-67 스탠다드 ER(SM-1ER/SM-2ER)은 RIM-66 스탠더드(SM-1/SM-2)의 사거리연장형이다. 무게 700 kg인 스탠다드는 중거리 미사일이고, 무게 1500 kg인 스탠다드ER은 장거리 미사일이다. 모든 스탠다드ER는 앞으로 신형인 SM-6로 교체될 것이다.

## 대한민국
KDX-2, KDX-3는 무게 700 kg인 스탠다드를 쓴다. 앞으로 무게 1500 kg인 SM-6로 교체할 계획이다. 그런데, 철매3 사업과 중복되는 문제점이 있다. SM-6 철매3은 모두 무게 1톤급의 액티브 레이다 유도 추력편향 장거리 지대공 미사일이다.
- SM-6, 무게 1500 kg, 사거리 240 km, 고도 33 km, 마하 3.5, 액티브 레이다 유도, 추력편향
- 40N6, 무게 1500 kg, 사거리 400 km, 고도 185 km, 마하 12, 액티브 레이다 유도, 추력편향

## 같이 보기
- RIM-66 Standard MR(SM-1MR/SM-2MR), 중거리 공대공 미사일. RIM-24 Tartar를 대체함.
- RIM-67 Standard ER(SM-1ER/SM-2ER non-VLS capable), 사거리연장형, RIM-2 Terrier를 대체함.
- AGM-78 Standard ARM, 대레이다 미사일
- RIM-161 Standard Missile 3(SM-3), 해군형 ABM
- RIM-174 Standard ERAM(SM-6)